# ILT
ILT, infektiös laryngotrakeit, är en sjukdom som drabbar hönsfåglar. Sjukdomen orsakas av ett herpesvirus. Dödligheten i en flock som drabbas av ett akut utbrott kan bli hög. Fåglar som överlever kan bli kroniska smittbärare. ILT drabbar inte människa.